# Професионална селекција
Професионална селекција је поступак којим се помоћу тестова и других мерних инструмената непристрасно и поуздано, између већег броја кандидата, за одређени посао одабирају они најбољи.